# 白璧镇
白璧镇，是中华人民共和国河南省安陽市安阳县下辖的一个乡镇级行政单位。
2023年8月16日，将文峰区中华路街道东瓦亭村和西瓦亭村调整至白璧镇管辖。

## 行政区划
白璧镇下辖以下地区：
白璧东街村、白璧西街村、前街村、南街村、后白璧村、郭盆村、东邵科村、西邵科村、岗上村、四高村、北白璧村、东柴村、西柴村、梁固村、杜固村、中东孟辛店村、西王辛店村、北务村、东北务村、北辛安村、南辛安村、西辛安村、袁小屯村、南务村、东羊店村、西羊店村、南羊店村、张家庄村、郭路村、大寒村、东报德村、西报德村、晋小屯村、杨贾村、常王贾村、邢牛贾村和西裴村。